# Великий гіпнотизер
«Вели́кий гіпнотизе́р» (кит. трад. 催眠大师, піньїнь: Cuīmián dàshī, буквально «Майстер гіпнозу», англ. The Great Hypnotist) — китайська драма, психологічний трилер 2014 року тайванського режисера Лешті Чена.
Світова прем'єра фільму спочатку планувалася на 38-му Міжнародному кінофестивалі в Гонконзі, однак показ згодом був скасований. Вперше «Великий гіпнотизер» був показаний 24 квітня 2014 року як заключний фільм 4-го Міжнародного кінофестивалю в Пекіні, а 29 квітня розпочався перегляд у кінотеатрах Китаю.

## Сюжет
Сюй Рюйнін (Сюй Чжен) — відомий психолог з блискучою кар'єрою, який з успіхом використовує техніку навіювання для психологічної допомоги своїм пацієнтам — повертає їх до нормального життя, виводячи з лабіринтів і пасток свідомості, які виникли через глибинні особистісні проблеми. Одного разу на прохання він береться допомогти проблемній пацієнтці Рен Сяоянь (Карен Мок), якій не зміг допомогти жоден зі спеціалістів, що бралися за справу. Зустріч з пацієнткою починається з того, що вона приховує своє обличчя. То хто ж вона, ця таємнича гостя? Хто насправді потребує невідкладної допомоги? Розпочинається складна психологічна дуель — битва розумів психотерапевта та його пацієнтки. Жінка стверджує, що стривожена своєю здатністю бачити привидів, але терапевт — впевнена в собі людина науки, наполегливо робить спроби розкрити таємниці розумового стану Рен Сяоянь, шукаючи причини в її минулому. Після болісної нічної сесії психолог і його пацієнтка отримують багато відповідей на свої питання та вирішують складні проблеми минулих років:

## Саундтреки
- музика до фільму — Бенсон Чен (кит.: 陳俊廷, англ. Benson Chen); координатор з виробництва — Тіна Ван (кит.: 王雅君, англ. Tina Wang);
- пісня «You Must Love Me» у виконанні Карен Мок, яка звучить в одному з епізодів фільму; автори пісні — Ендрю Ллойд Веббер і Тім Райс; оригінальний вокал — Мадонна;
- прикінцева музична тема — пісня «Напівдрімота» (кит.: «半醒», англ. «Half Awake») у виконанні Коала Лью (кит.: 劉思涵, англ. Koala Liu); музика — Тіна Ван; слова — Яо Джо Лон (кит.: 姚若龍, англ. Yao Jo Long).

## Касові збори
За перший тиждень достатньо задовільного показу в кінотеатрах Китаю фільм зібрав 22,33 мільйона доларів США та посів друге місце за касовими зборами, а протягом другого та третього тижнів показу тримався на третій сходинці. Загалом фільм зібрав близько 44,08 мільйона доларів США у китайському прокаті або 45,6 мільйона у світовому.